# El Rosario (Olancho)

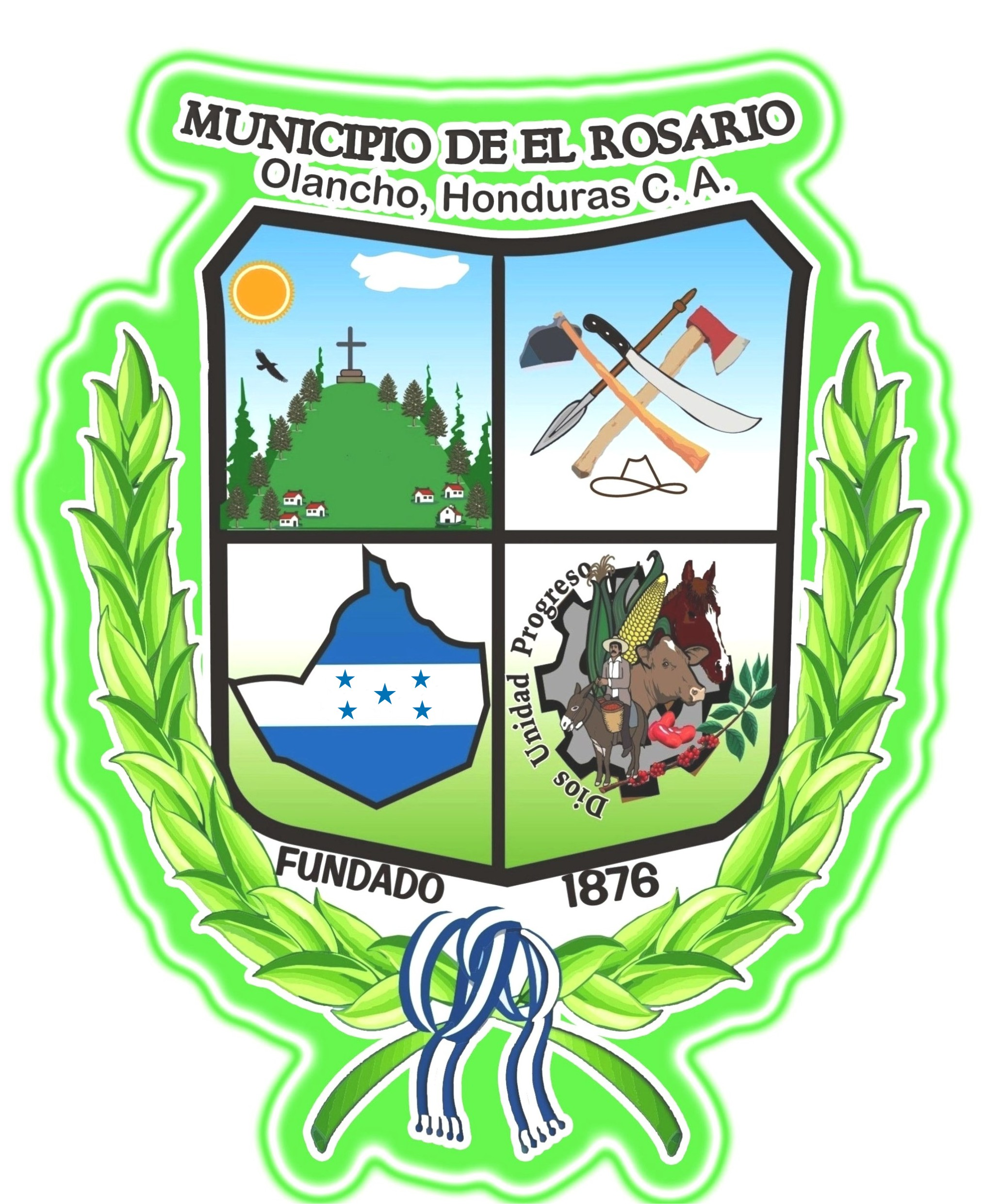
Escudo Municipio de El Rosario, Olancho, Honduras C. .A.

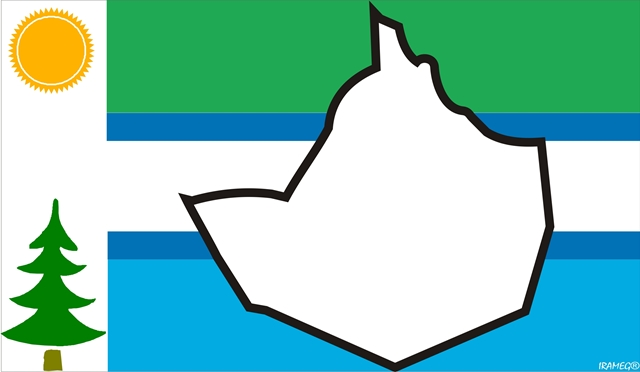
Bandera de El Rosario Olancho

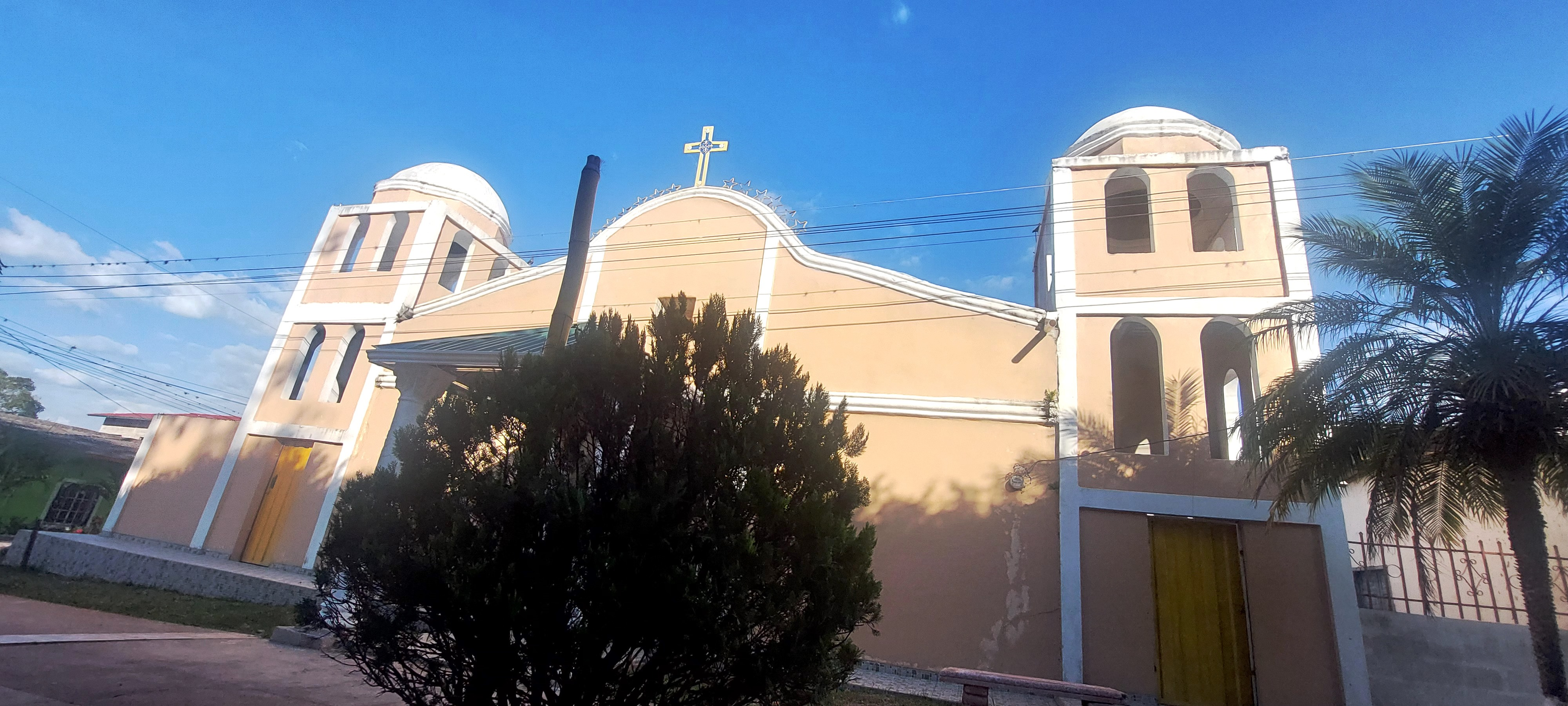
Iglesia Católica de El Rosario Olancho

El Rosario es un municipio  ubicado en el departamento de Olancho en la República de Honduras.
El Rosario, Olancho, Honduras es un municipio ubicado en el departamento de Olancho. Es un lugar con una rica cultura, tradiciones arraigadas y una gastronomía típica de la región. A continuación, te comparto información sobre sus aspectos más destacados:
Gastronomía
La comida en El Rosario, como en muchas partes de Olancho, refleja la tradición culinaria hondureña con platos elaborados a base de maíz, carnes y productos lácteos. Algunos de los platillos más representativos incluyen:
	•	Montucas: Similar a los tamales, pero con una textura más suave y rellenos de carne de cerdo o pollo.
	•	Carne asada: Acompañada con tajadas de plátano, frijoles fritos y queso.
	•	Sopa de gallina india: Un caldo espeso y sabroso con gallina de campo, vegetales y especias.
	•	Queso olanchano: Un queso seco y salado que se produce en la región y es muy apreciado en todo el país.
	•	Atol de elote: Bebida caliente hecha con maíz tierno, azúcar y leche.
Cultura
El Rosario mantiene una fuerte identidad cultural influenciada por las tradiciones indígenas y españolas. La comunidad celebra festividades religiosas con música, danzas y ferias locales. Las principales festividades incluyen:
	•	Fiestas patronales en honor a la Virgen del Rosario, con procesiones, misas y actividades culturales.
	•	Danzas folklóricas y música tradicional con marimbas y guitarras.
	•	Artesanías elaboradas con materiales naturales como madera y barro.
Turismo
El Rosario es un destino ideal para quienes buscan contacto con la naturaleza y la cultura rural. Entre sus atractivos turísticos se destacan:
	•	Paisajes montañosos y bosques ideales para senderismo y observación de flora y fauna.
	•	Ríos y quebradas donde se puede disfrutar de baños en aguas cristalinas.
	•	Fincas agropecuarias donde los visitantes pueden conocer sobre la producción de café y lácteos.

## Toponimia
Su nombre  es herencia de los conquistadores españoles, fue dado  en honor a la Virgen del Rosario, que se celebra cada 7 de octubre de cada año, en honor a la  Patrona del pueblo.

## Límites
Su cabecera está situada a orillas del Río Tabaco, naciendo desde la cordillera de la montaña la cumbre (el resumidero) cruzando por las comunidades Los Zapotes, Culuco, El Ocotal, Yupite, Paradero, Las Lajas de Río Tabaco, Las Lajas, llegando planicie conocida como Las Ánimas. Está cruzado por un ramal de Cordillera de Sulaco.

## Historia
En 1876, fue creado, la cabecera de este Municipio (antes Aldea Chachaguatero), perteneciente al Pueblo de Yocón.
En 1876, en la División Política Territorial de 1876 aparece como Municipio del Distrito de Salamá. y cada 7 de octubre se celebra la fundación del municipio de El Rosario Olancho, Honduras C.A.

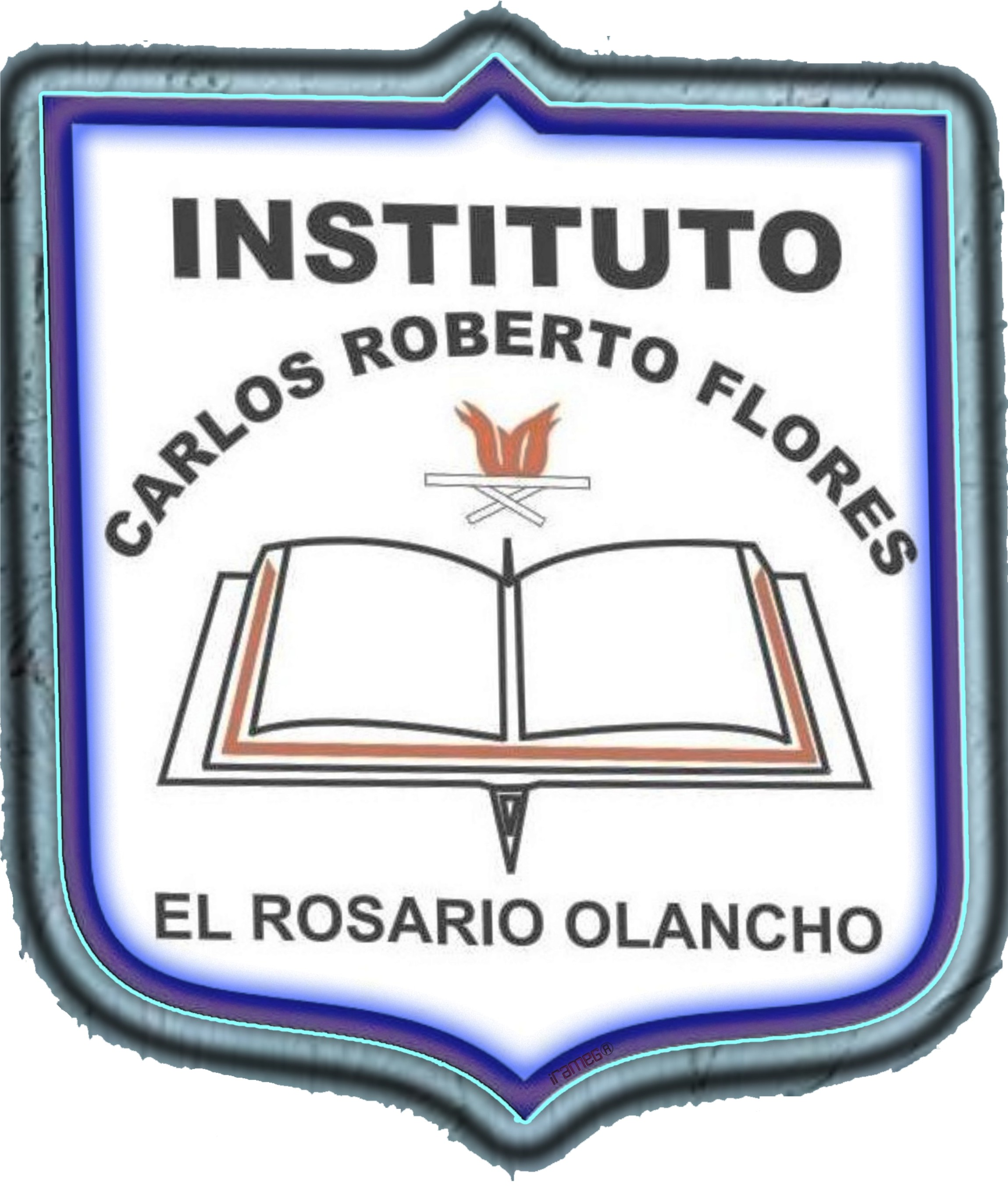
Instituto Carlos Roberto Flores

## División Política
| Aldeas y caserios del Municipio (1506) | Aldeas y caserios del Municipio (1506) |
| -------------------------------------- | -------------------------------------- |
| Las Lajas                              | Aldea                                  |
| Yupite                                 | Aldea                                  |
| El Ocotal                              | Aldea                                  |
| Río Tabaco                             | Aldea                                  |
| La Ceiba                               | Aldea                                  |
| El Salitre                             | Aldea                                  |
| Cofradía                               | Caserío                                |
| Los Zapotes                            | Caserío                                |
| El Barro                               | Caserío                                |
| El Culuco                              | Caserío                                |
| El Paradero                            | Caserío                                |
| El Mico                                | Caserío                                |
| Terrerito                              | Caserío                                |
| El Susular                             | Caserío                                |
| Quedrada Mala                          | Caserío                                |
| El Salitrillo                          | Caserío                                |